# Liste des autoroutes de la Côte d'Ivoire
La Côte d'Ivoire  possède 379 km d'autoroutes desservant plusieurs communes d'Abidjan (Cocody à Yopougon) et reliant à d'autres villes comme Abidjan à Yamoussoukro, puis Bouaké et Abidjan à Grand-Bassam sur 17 km. 
En 2025, le pays devrait disposer plus de 432 km d'autoroutes avec la mise en service des tronçons autoroutiers, Grand bassam - Assinie et le contournement d'Abidjan (Y4) sur 23 km.
Rapporté à sa superficie de 322 000 km2, le territoire Ivoirien est très peu couvert avec un taux de 1.3 km pour 1000 km2 comparé au Maroc(4.05 km par 1000 km2) au Sénégal (2.55 km par 1000 km2) ou au Nigéria.

## Réseau
- En exploitation :
  - Abidjan - Bouaké: 340 km
  - Abidjan - Grand-Bassam : 17 km

- En construction :
  - Grand-Bassam - Bonoua - Assinie : 30 km
  - Contournement  d'Abidjan Y4 : 23 km

- En étude :
  - Bouaké - Frontière Burkina-Faso : 330 km
  - Abidjan - San Pédro : 310 km

## Autoroute du Nord
L’« Autoroute du Nord » relie Abidjan à Bouaké sur une distance d’environ 340 km :
- 220 km entre Abidjan et le sud de Yamoussoukro (au niveau de Logbakro)
- 120 km entre le nord de Yamoussoukro (à Morofé) et le nord de Bouaké (au niveau de Bamoro)

L’infrastructure se compose d’une chaussée à 2×3 voies entre Cocody et Yopougon, puis d’une chaussée à 2×2 voies entre Yopougon et Bouaké. Quatre postes de péage sont implantés à Attinguié, Singrobo, Tiébissou et Djébonouan.
Actuellement, l’autoroute présente une discontinuité : elle s’interrompt au sud de Yamoussoukro, à Logbakro, et ne reprend qu’au nord de la ville, à Morofé.
Contrairement à Bouaké, qui est contournée par l’ouest grâce à un ouvrage de 32 km reliant l’échangeur de Lomibo à Bamoro — et desservant au passage l’aéroport international de Bouaké via l’échangeur de Diabo — Yamoussoukro ne dispose pas encore de contournement autoroutier. Par conséquent, le trafic de transit entre le sud et le nord traverse aujourd’hui le centre-ville de la capitale administrative ivoirienne.
Un projet de contournement autoroutier de Yamoussoukro est à l’étude. Il vise à dévier le trafic de transit hors de la ville, à préserver la route nationale A3 qui la traverse et à réduire le nombre d’accidents.

## Autoroute de Grand-Bassam
L’autoroute reliant la capitale économique, Abidjan, à la ville balnéaire de Grand-Bassam est une voie à péage à deux fois trois voies, d’une longueur totale de plus de 42 kilomètres.

## Autoroute Abidjan-Lagos
L’autoroute Abidjan-Lagos est un corridor stratégique d’environ 1 028 kilomètres qui transformera la mobilité, le commerce et l’intégration économique en Afrique de l’Ouest. Cette autoroute transnationale reliera cinq pays  la Côte d’Ivoire, le Ghana, le Togo, le Bénin et le Nigéria en connectant les principaux pôles économiques et urbains de la région. Sa chaussée comptera entre quatre et six voies, avec un élargissement jusqu’à huit voies dans la zone dense de Lagos.

## Liste des routes
| N°   | Parcours                         | Longueur |
| ---- | -------------------------------- | -------- |
| A1   | Abidjan – Kivaï – Burkina Faso   | 660 km   |
| A2   | Boudépé – Gagnoa                 | 250 km   |
| A3   | Abidjan – Léraba – Burkina Faso  | 680 km   |
| A4   | Ananda Kouassikro – Yabayo       | 430 km   |
| A5   | Sassandra – Niougoni – Mali      | 730 km   |
| A6   | Yamoussoukro – Duékoué           | 250 km   |
| A7   | Tabou – Manankoro – Mali         | 780 km   |
| A8   | Akoupé – Gbapleu – Guinée        | 710 km   |
| A10  | Tevui – Bouaké                   | 250 km   |
| A12  | Ghana - Inbié – Sirana – Guinée  | 625 km   |
| A100 | Abidjan – Ajuan – Ghana          | 195 km   |
| A101 | Agnibilekrou – Gonnokron – Ghana | 33 km    |
| A300 | Ouangolodougou – Pogo – Mali     | 85 km    |
| A701 | Guiglo – Danané                  | 205 km   |

## Caractéristique des routes
Depuis la mise en service de l’axe Singrobo–Yamoussoukro, le linéaire autoroutier ivoirien est passé de 136 km à 230 km. Par ailleurs, la classification actuelle du réseau routier repose sur la loi n° 83-788 du 2 août 1983. Une nouvelle classification est en cours d’élaboration, qui distinguera les routes selon les catégories suivantes : A pour les autoroutes, N pour les routes nationales, CU pour les routes de la communauté UEMOA, D pour les routes départementales et reliant les districts, U pour les routes urbaines ou communales, et P pour les routes à usage privé.